# 東日本大震災に対する支援活動
東日本大震災に対する支援活動（ひがしにほんだいしんさいにたいするしえんかつどう）では、東日本大震災に対する行政・民間の支援活動について記述する。

## 伝言・消息情報
- 岩手日報社（岩手県）は、3月14日付から約3週間にわたり、岩手県内約300ヶ所の避難所に避難していた被災者約5万人ほぼ全員分の氏名を報道した。同社のHPは初日からアクセスが殺到しサーバがダウンしたが、47ニュースや北海道新聞社が転載を申し出てアクセスを分散させ、閲覧可能な状態を維持した。
- 東日本電信電話（NTT東日本）と西日本電信電話（NTT西日本）は、それぞれ「災害用伝言ダイヤル」 (171) と「災害用ブロードバンド伝言板」 (web171) の提供を開始した[1][2][3][4][5]。
- KDDI (au)[6][7][8]、ソフトバンクモバイル[9][10][11]、NTTドコモ[12][13][14]、イー・モバイル[15][16][17]、ウィルコム[18][19][20]の携帯電話各社は災害用伝言板サービスを開設してた。
- Googleは「Google Person Finder （消息情報） 2011 日本地震」という消息情報を登録・照会するためのサイトを開設した[21]。【携帯版】[22]。NHKの安否情報も含み、次の機関、企業、団体から提供されたデータが登録されている（NHK、朝日新聞社、警察庁、福島県、山形県）。
- NHKは、安否情報をGoogleに提供。NHKオンラインのトップページ（右上）から「Person Finder （消息情報）」を利用し、「安否情報検索」ができるようにしている[23]。なお、表示された結果には、「NHKの安否情報ダイヤル」に寄せられた安否情報であることが表示される。
- 日本赤十字社と赤十字国際委員会は、無料の安否確認サイト「Family Links（ファミリー・リンク）」を立ち上げ、日本語でも利用可能にした[24][25][26]。
- 岩手県警・宮城県警・福島県警 が 行方不明者相談ダイヤルを開設[27]。岩手県警ではアクセス殺到のため、暫定版ホームページを設けた。
  - 岩手県警察公式ホームページ＜暫定版＞
  - 宮城県警察ホームページ
  - 福島県警察本部
- IBC岩手放送は「IBC安否情報 東日本大震災」で岩手県の被災地の避難者の名前を同年10月2日[28]まで掲載[29]。
- YouTubeは、東日本大震災において被災した人々のメッセージ動画を集めて紹介する「YouTube 消息情報チャンネル」を開設した[30]。
- 警察庁のサイトでは、「今回の災害でお亡くなりになり身元が確認された方々の一覧表」を、PDFファイルで閲覧できる[31]。含まれる内容は、岩手県・宮城県・福島県・3県以外の都道県、となっている。この一覧表の内容に関する問合せは、各都道府県警察にするように記載されている。また、この情報は、上記 Google パーソンファインダーでも検索できる。

## インターネット

### 総合サイト
- Googleは、上記消息情報や、ニュース、リンク集、地図などをまとめたCrisis Responseという特設サイトを開設した[32]。
- gooでは地震・津波に関する情報や、停電情報、交通情報や避難所からのメッセージなどの安否確認情報などを提供する特設サイトを開設している。
- Yahoo! JAPANでは、地震・津波災害に関する特設サイトを開設している[33]。
- 日本マイクロソフトでは、当社MSN Japanサイトにて、地震・津波災害、安否情報に関する特設サイトを開設している[34]。
- 地理情報システムを提供しているESRIは、震源、震度情報やYoutube、Flickr、Twitterなどのソーシャルメディアを地図上にまとめた特設サイトを開設した[35]。
- 防災科学技術研究所は被害状況、生活、ボランティア、復興支援、専門学会・協会などの情報を総合的に集約した「ALL311」という特設サイトを設けた[36]。
- NHKオンライン[37]は警報・注意報、伝言ダイヤル・消息情報、避難所情報、原発情報、ライフライン、ニュース番組ライブ中継サイトなどへのリンクをまとめたページを設けた[38]。また、NHKの携帯電話向けのニュースサイトでは、「東日本大震災」・「福島第一原発関連」のニュースを携帯電話から閲覧できる[39]。
- NHKの「各放送局災害情報」[40]には、東北の6放送局と、関東・甲信越の9放送局によるライフライン・交通・生活などの地域情報が掲載され、携帯電話からもアクセスできる。
- 首相官邸には、「東日本大震災への対応」というサイトがある[41]。内容は、「被災された方へ」、「国民の皆様へ」、「支援をお考えの方へ」。この中には被災者への医療、健康、安全についての情報もある。また、インターネットなどの通信機器が使えない人のために、壁新聞「被災者のみなさまへ 政府からのお知らせ」を発行した[42]。内容は「必ず知ってほしいこと」、「くらしに役立つ情報（医療・健康のこと、住まいのこと、お金のこと、学校のこと、子育てのこと）」、「復旧状況（電気・ガス・水、通信、道路、鉄道）」。

### ニュース
- 読売新聞は、地震に関する特集ページを開設した[43]。
- 朝日新聞は、地震に関する特集ページを開設した[44]。
- 日本経済新聞は、地震に関する特集ページを開設した[45]。

### サービス・アプリケーション
- Twitterは、同社Blogにて、公式なハッシュタグの利用、不確定情報の伝播の防止を訴えるページを開設[46]。
- Facebookは、同社SNSサービスにて、震災用コミュニティページを開設[47]。
- Evernoteは日本語ユーザーを1ヶ月無料でプレミアムにアップグレードする[48]。
- Hondaは、地震支援のため通行可能道路の情報をGoogle Earthで提供[49]。
- 日本マイクロソフトは、同社クラウドプラットフォームであるMicrosoft Windows Azureの、震災対応用90日間無償パスを発行している[50]。
- Amazon.co.jpのクラウドサービスである、Amazon Web Serviceの日本ユーザグループAWS・JAWS-UGでは、同サービスを災害復興などに利用するための情報ページを開設した[51]。

### 情報整理
- SmilinGreen静岡は、3月12日に東日本大震災救助要請サイト[52]を開設し、Twitter等で氾濫していた救助要請の情報を整理し、警察等への通報の重複を防いだ。
また、3月13日に安否確認情報掲示板を開設した[53]（なお、Googleの消息情報とは役割が違う[54]）。
- ウシャヒディ によって稼働している「震災インフォ」 は、震災情報、利用可能なサービスの情報、被災地の情報、物資関連の情報などをオープンソースの地図 OpenStreetMap 上に表示、リンクさせるサイトを提供している[55]。オープンソースソフトウェアを利用しているため、日本国内のみではなく、世界中のボランティアがサイトや地図を改良することが出来る。

### ボランティア情報
- 全国社会福祉協議会では、災害救援ボランティア活動に参加する際の基本的な注意事項を、サイトに掲載している[56]。また、被災地でのボランティア活動を希望する人には、電話照会ではなく、まず、下記ホームページで募集の有無と、範囲を確認するよう求めている[57]（青森県[58]・岩手県[59]・宮城県[60]・仙台市[61]・福島県[62]・福島県ブログ[63]・茨城県[64]・千葉県[65]）。
- 内閣官房では震災ボランティア連携室を設置し、Webサイト「助け合いジャパン」[66]を開設してボランティアのプラットフォーム（案内所）とした。「ボランティアする人に読んでほしいこと-連携室からのメッセージ」と題してボランティアの心得を説いているほか、「ボランティアしたい人のための募集情報」[67]では以下の主要なボランティア情報を案内している。
  - Yahoo!JAPAN 震災支援サイト内 現地発 ボランティア情報ホットライン（県別/全国）
  - sinsai.info 「ボランティア募集」のボタンから（地図とレポート）
  - goo 東日本大震災ボランティア情報（県別/全国）

- 全国約140のボランティア民間団体が、情報を共有しながら連携して支援に当たるため、「東日本大震災支援全国ネットワーク」[68]を結成した。内容には、ボランティアをする、支援物資を送る、寄付をするという項目がある。

### 被災者・避難者受入情報・対応
- 国や地方自治体の職員、教員らでつくる「地域に飛び出す公務員ネットワーク」の有志は、「みんなでつくる震災被災者支援情報サイト」を開設した[69][70]。この中に、各都道府県の【避難者受入情報】のページがある[71]。なお、最新の状況については、各自治体のホームページ、もしくは窓口に確認することを求めている。
- 民間調査会社の第一総合研究所では、避難場所の【提供】を希望する人と、【入居】を希望する人の仲介をするホームページ「震災ホームステイ」[72]をオープンした。
- 全国の自治体で被災者・避難者の受け入れが行われている[73]。

## 金融・保険
- 3月12日から、被災者向けに通帳・証書等や印鑑がなくなった場合でも本人確認が行えれば東北地方の各銀行が預貯金の入出金に応じた[74]。
- 日本損害保険協会は3月28日より、震災で壊滅的な被害を受けた市町村を「特例地域」に認定し、その地域に住んでいる住民から保険会社に地震保険の請求があれば、原則として満額支払う。指定される自治体は衛星写真で調査して順次増やす予定であり、ホームページ上で公開するとしている[75]。
- みなと銀行は5月1日から翌年3月末までの間、被災地地域に本店を置く地方銀行及び第二地方銀行合わせて12行のキャッシュカードを同行ATMにて出金する際の手数料（時間外手数料を含む）を無料化するサービスを開始する[76][77]。

## 通信

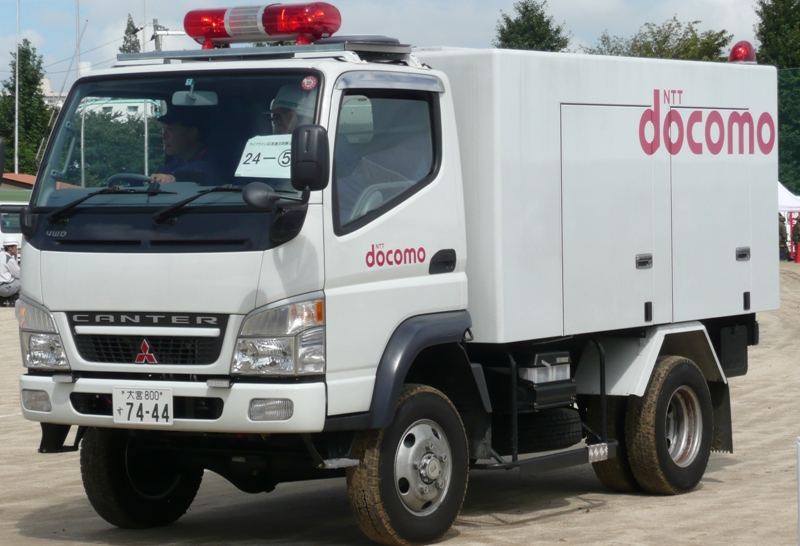
NTTドコモ移動電源車両

- NTT東日本は避難所等に特設公衆電話を設置[78]。
- NTTドコモは、各避難所を中心に、移動基地局、移動電源車の配備、及び避難所への衛星携帯電話、携帯電話の無料貸し出しを実施している[79]。その他支援措置として、災害対策基本法エリアにおいて、料金お支払い期限の延長、故障修理や買い替えの減額、一部手数料の無料化等を実施している[80]。
- NTTグループの公衆無線LANエリア「Mzone、フレッツ・スポット、HotSpot」（一部を除く）の無料開放を実施。加入者以外も利用が可能となる[81]。また、NTTコミュニケーションズはこれとは別にHotSpotの利用料金を3月11日から31日まで無料としている[82]。
- ソフトバンクモバイルは、地震が発生した3月11日から1週間の間、ソフトバンクモバイルユーザーがやり取りする全てのメールを無料にした[83]。
- Livedoorは、公衆無線LANサービス「livedoor Wireless」を13日まで無償解放した[84]。
- フォン・ジャパンは、通信障害などで連絡が取りにくい状況を受けスポットを無償開放した[84]。
- ソフトバンクモバイルもソフトバンクWi-FiスポットのFONアクセスポイントを無料開放した[85]。
- Skypeも日本国内においてSkype Accessによるインターネット接続の無料提供を発表している[86]。
- ワイヤ・アンド・ワイヤレスは直営アクセスポイントの無料開放を実施している[87]。
- アマチュア無線家が、総合通信局の要請により[88][89]、さまざまな周波数で通信の支援活動を行っている[90][91][92][93][94]。また、レピータ（中継局）を設置した[95][96]。日本アマチュア無線連盟は、通信支援のほか、アマチュア無線による情報収集活動やハンディー・トランシーバーの被災地への貸与を行った[97]。

## 輸送・アクセス
- 日本道路交通情報センターは「道路交通情報 Now!!」で、現況の道路情報を掲載している[98]。なお、同ページ（下部）で地震に伴う道路関連情報も掲載している。
- google は、本田技研工業・トヨタ自動車・日産自動車提供のデータをもとに、前日・および前々日の0時 - 24時の間に通行実績のあった道路を、Google マップで図示できるようにした[99]。なお、通行実績がある道路でも、現在通行できることを保証するものではないとし、事前に、国土交通省、警察、東日本高速道路株式会社等の情報を確認することを求めている。
- 国土交通省 東北運輸局では、東北地方の鉄道、バス、フェリー、ホテル、空港アクセスの状況を掲載している[100]。
- 商船三井フェリーは「さんふらわあ さっぽろ」などフェリー計4隻を自衛隊の輸送活動に提供する[101]。
- 日本航空は、全ての国内・国際線において4月15日まで、政府や自治体の要請による救援支援者や救援物資を無償で輸送するほか、救援支援者の搭乗とその荷物の輸送も無償で提供する[102]。
- 全日本空輸は、国内・国際線の全路線で3月14日から4月15日まで、政府や自治体の要請に応じ、救援物資を無償で輸送するほか、救援活動の従事者にも無償で座席を提供する[103]。
- 長崎電気軌道では、元仙台市電の1050形を使用し、『がんばれ!!東北号』を運転[104]。車内に募金箱を設置する。
- 日本貨物鉄道は被災地への救援物資の無賃輸送を実施。また被災地での燃料不足解消のため、日本海経由で臨時の燃料輸送列車を運行する[105]。
- 三陸鉄道は震災から5日目の3月16日に北リアス線・久慈 - 陸中野田間で1日3往復の無料運行を始めた。20日には宮古 - 田老間も1日3往復の無料運行。また、北上 - 釜石間の無料臨時バスも運行[106]

### 被災地支援のための高速道路無料化
東日本大震災の被災者及び福島第一原子力発電所事故の避難者支援と復旧・復興支援の一環として、2011年6月20日午前0時に始まる高速道路料金無料化が行われる。上記の社会実験がネクスコ管内だったのに対して、この無料化は被災地の地方道路公社の路線も含まれ、かつ当面ETCには適用されることなく、入り口・出口ともに有人料金所にて職員に対して証明書の提示が必要となる。被災者と避難者に関しては当面1年間、復旧・復興支援に関しては当面2011年8月末までとされている。この無料化は、災害時における無料開放措置に類するものであることから、道路整備特別措置法第24条に基づき、料金を徴収しない車両として国土交通大臣の告示により速やかに実施されるものである。なお、市町村が証明書を発行するボランティア車両を含んだ災害派遣等従事車両に関しては、6月20日以前と変わらず無料開放が継続されているので注意が必要である。

## 医療・心療
各地の医療機関が患者受け入れや医療チームの派遣を行なっている。
- 厚生労働省は、11日15時13分、日本DMATに待機要請を発令。16時4分には出動要請が発令され、参集病院として国立病院機構仙台医療センターが指定、17時48分にはさらに岩手医科大学附属病院が追加された。被災地付近（八戸市立市民病院など）のDMATは、待機要請の時点で既に出動を開始しており[107]、また首都圏においても、16時40分に出動した日本医科大学付属病院のチームを筆頭として、日本DMATに参加した各隊が順次に出動を開始した。[108]
- 日本医師会は22日までに岩手県、宮城県、福島県茨城県に日本医師会災害医療チーム計62チームを派遣、また68チームが準備中である[109]。また、医薬品を日本医師会ルート（アメリカ軍航空機）と愛知県医師会ルート（車および三菱重工の飛行機）で送付した[110]。
- 日本歯科医師会は25日までに82名の歯科医師を遺体の身元確認作業の為に派遣し、また、派遣のため872名の登録を行なっている[111]。また、岩手県歯科医師会、宮城県歯科医師会、福島県歯科医師会に対し、オーラルケア製品や歯科診療用器材等を輸送した[112]。
- 日本薬剤師会は、薬剤師の救援活動ボランティアの調整を行い[113]、24日現在延224名を派遣した[114]。
- 日本臨床心理士会は、日本心理臨床学会と協同で「東日本大震災心理支援センター」を設立し、日本赤十字社や国境なき医師団などとも連携して心のケアにあたった[115]。また、日本精神衛生学会、東京臨床心理士会、日本電話相談学会と協同で「心の相談緊急電話」を開設し、被災者支援と並行して、支援活動を行う救援者や民間ボランティア側のメンタルヘルスケアの後方支援も行った[116]。また、株式会社有斐閣は、災害時の心のケアに関する論文を無料で公開した[117]。

- 日本循環器学会では、受入可能施設情報をホームページに掲載した[118]。

- 日本製薬工業協会は24日より医薬品70トンを被災地に搬送することを決定した[119]。
- 中外製薬は23日、タミフル6万人分の無償供与を決定した[120]。
- 日医工は16日、ヨウ化カリウム丸剤25万人分を被災地に無償提供した[121]。
- 日本内科学会は、日本内科学会雑誌99巻に掲載されていた企画『内科医のための災害医療活動』をpdfで公開した[122]。
- 日本糖尿病協会は、糖尿病患者に受診可能医療機関や連絡先等の各種情報提供を行っている[123]。
- コクラン共同計画は地震や津波への対処に関する医療情報をEvidence Aid Projectで提供したほか、一時的にコクラン・ライブラリの日本からのアクセスを無料化した[124]。
  - 京都大学大学院医学研究科社会健康医学専攻は、Evidence Aid Projectの翻訳を開始した[125]。
- MTIは、通常1,500円で販売中のiPhoneアプリ「家庭の医学」の無償提供を発表[126]。
- トーハンはメディカ出版、医歯薬出版、日本看護協会出版会、医学芸術社、医学図書出版、克誠堂出版、環境新聞社、じほう、メディカルレビュー社の協力のもとMedical e-honにて医療従事者向けに災害医療に関連するコンテンツの無料配信を行った[127][128]。
- 医学書院は震災関連記事の無料公開[129]や今日の診療 WEB版 法人サービスの無料開放[130]を行った。
- システムヨシイは保有しているデータベースの一部を無料公開した[131]。
- 医療法人徳洲会の保有する災害医療隊T-MATは、全国からの支援要員を得て仙台徳洲会病院に救急車22台を集結させ、要員約80名によって気仙沼市 南三陸町の病院・避難所を医療支援している5/2南三陸町 5/4気仙沼市の支援任務を完了し医療支援任務を他の民間団体等に引き継ぎして撤退した

仙台徳洲会病院に対する看護スタッフの支援も連休明けをめどに停止する模様
30キロ以内でただ一個所入院患者5名まで受け入れている医療機関からの要請により千葉西徳洲会病院保有の救急車一台を貸し出した
緊急脱出及び在宅している患者の緊急搬送用に車両が足りないため要請があり本部判断で貸し出したものである。
- 学会研究会jp株式会社は、被災地の医療機関の医薬品・医療機器不足解消を目的として、被災地の病院に対して他の病院から医薬品・医療機器を融通する「医薬品・医療機器バンク」を2011年3月31日に公開した。[133]
- 日本いのちの電話連盟は、こころのケアを目的としたホットライン「いのちの電話震災ダイヤル」0120-556-189（こころ いちばん やさしく）を開設している[134]。

## 法律
法律関係出版社が過去の震災における法律問題の出版物を無償で公開している。ただし、改訂などの動きはあるものの、現時点の問題には対応していないことに注意が必要である。
- 商事法務は、阪神・淡路大震災を機に出版した『地震に伴う法律問題Q&A』を公開[135]。
- 新日本法規出版は、『Q&A災害時の法律実務ハンドブック』を公開[136]。
- 有斐閣は、法律雑誌ジュリストに掲載された震災及び原発に関連する記事を公開[137]。
- 労務行政研究所が運営する「ジンジュール」は、企業向けに災害時・災害後の実務情報をまとめて無料で公開[138]。
- 民事法研究会は、『阪神・淡路大震災の法律相談100問100答』を公開[139]。

その後、日弁連や法律事務所が今回の震災に対応するQ&Aを独自に発表している。
- 日本弁護士連合会は、上記『Q&A災害時の法律実務ハンドブック』を基にして、全194問の『東日本大震災法律相談Q&A』を公開[140]。
- 弁護士法人淀屋橋・山上合同は、阪神・淡路大震災のときの経験を基にして、全165問の『震災法律Q&A』を公開[141]。

## ペット・他の動物の支援(救助)活動

### 緊急災害時動物救援本部の支援(救助)活動
詳細は緊急災害時動物救援本部を参照。

### アニマルレスキューの支援(救助)活動
詳細はアニマルレスキューを参照。

## 支援活動に関連する問題点

### 犯罪
- 義援金名目で集めた金を騙し取ったり、架空の団体の口座に義援金を振り込ませる等の詐欺行為が全国で相次いでおり、警察庁が注意を呼びかけている[142]。また、日本赤十字社を騙るフィッシング詐欺サイトの存在が確認されており、日本赤十字社が注意を呼びかけている[143]。
- 被災地にボランティアを装って犯罪を行う者が現れている。例えば南三陸町ではボランティアを称する男がガソリンを抜き取る姿が目撃された[144]。

### 義援金配分問題
- 全国各地から義援金が送られているが、震災によって深刻な被害を受けた自治体では義援金の配分方法を決める「配分委員会」の設置が遅れており、被災者にいつ配分できるか見通しが立っていない[145]。被害が明らかな者だけ先行して渡すことは公平性の面でも問題がある[146]。現に、特定の団体名を自称する人物が、特定の避難所に居る被災民に直接現金を配った為に、現金の直接配布の話を聞きつけた他の被災者から「不公平だ」との声が上がった事例が報告されている[注釈 1][147]。

### 健康問題
- 福島第一原子力発電所事故に伴う放射性物質による被曝などの要因によって、支援活動を行う者の健康影響が懸念されている[148]。

### 支援経費
2011年7月末時点で、災害救助法に基づいて被災3県に対し、22都県が44億円の支援経費を請求手続きを行い、他18道府県が約45億円の請求を見込んでいる。費用の大半は国が負担する見通しである一方、請求額の増加はその後も見込まれている。

### 公務災害に関する問題
- 宮城県南三陸町の防災対策庁舎では、震災発生時に多数の職員が津波に巻き込まれて死亡したり、行方不明になったりしたが、これらの職員の遺族らが地方公務員災害補償基金に対し「特殊公務災害」を申請したのに対し、同基金が不認定としていたことが判明している。遺族らからは「震災という特殊な状況を考慮していない」として批判が多数出ており、第三者委員会に対し審査請求している[150]。